# Hume (ruisseau)
Pour les articles homonymes, voir Hume.
L'Hume est un ruisseau français dans le département de l'Aveyron dans la région Occitanie et un affluent du Céor, donc dans le bassin de la Garonne.

## Géographie
D'une longueur de 8,3 km,
l'Hume prend sa source entre les lieux-dits du Caucart et de la Calmette près de Cassagnes-Bégonhès, sur la commune de Centrès, à l'altitude 541 mètres.
Il se jette dans le Céor en aval de Meljac, à l'altitude 418 mètres. Le Céor est un affluent du Viaur qui se jette dans l'Aveyron, lui-même dans le Tarn pour rejoindre la Garonne.

## Communes et cantons traversés
Dans le seul département de l'Aveyron, l'Hume traverse trois communes et deux cantons :
les communes de Cassagnes-Bégonhès (source), Centrès et Meljac (confluent) ; il prend sa source à la limite du canton de Cassagnes-Bégonhès et traverse le canton de Naucelle, où se trouve le confluent.

## Affluents
L'Hume n'a pas d'affluents référencés.

## Aménagements
Sur son cours on trouve le Moulin de l'Herm, à environ un kilomètre de la confluence.